# Asobara anastrephae
Asobara anastrephae är en stekelart som först beskrevs av Muesebeck 1958.  Asobara anastrephae ingår i släktet Asobara och familjen bracksteklar. Inga underarter finns listade.